# 마쓰다이라 다다마사 (1598년)
마쓰다이라 다다마사(일본어: 松平忠昌, 게이초 2년 음력 12월 14일(1598년 1월 21일) ~ 쇼호 2년 음력 2월 1일(1645년 9월 20일))는 에도 시대 전기의 다이묘이다. 에치젠 후쿠이번 제3대 번주이다. 초대 번주 유키 히데야스의 차남이다. 형이자 제2대 번주 다다나오와는 동복형제이다.

## 같이 보기
- 가타야마 료안